# Francesco Pittoni
Francesco Pittoni (Venezia, 1645 – Venezia, 1724) è stato un pittore italiano.

## Biografia
Pittoni appartiene alla generazione dei pittori veneziani della seconda metà del Seicento quali Niccolò Bambini e Antonio Bellucci, Gregorio Lazzarini e Sebastiano Ricci, Giovanni Segala e Antonio Molinari; come altri di loro, si segnala, oltre che per la sua intensa e proba attività, per la sua precoce apertura al rococò, anche documentata dall'aver avviato il nipote Giovanni Battista Pittoni.
Francesco Pittoni fu attivo a Vicenza, a Verona, a Santa Maria in Organo, nella Marca Trevigiana e molto a Venezia, dove opere sue si conservano nella chiesa di San Moisè dove è suo il parapetto dell'organo con storie veterotestamentarie di Mosè, di Jefte, di David, e in quella di San Pantalon. Paradigmatiche sono le due grandi tele, firmate nel presbiterio della basilica di San Lorenzo a Vicenza con Gesù risorto appare alla Madonna e la presentazione di Maria al tempio.
Fu iscritto nel libro della fraglia dei pittori veneziani "Fuori 1687 / 1712", il che indica trasferte in altre città e poi iscritto dal 1712 al 1718, anni evidentemente di più intensa attività.

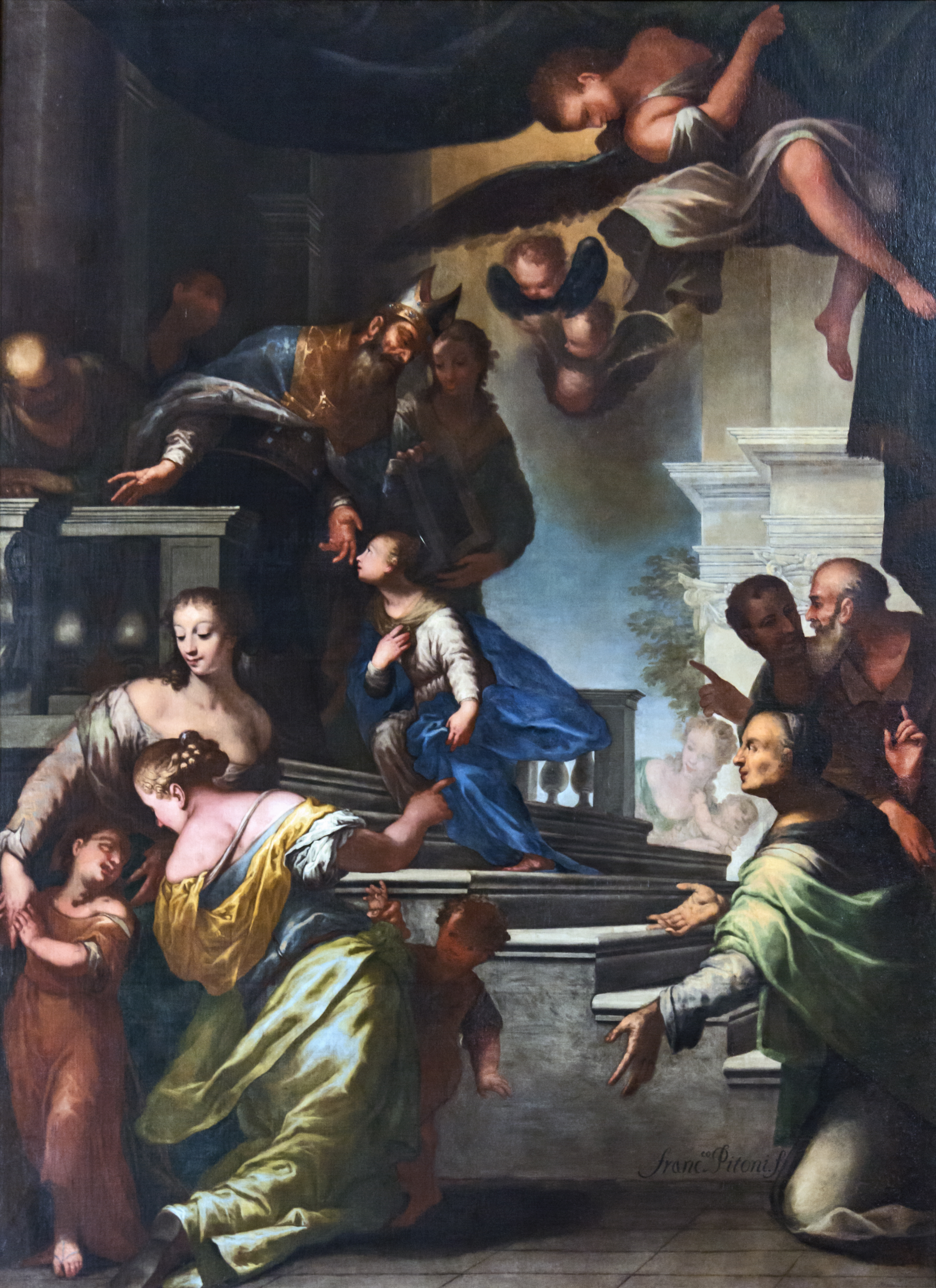
"Presentazione di Maria nel Tempio" Chiesa di San Lorenzo (Vicenza)
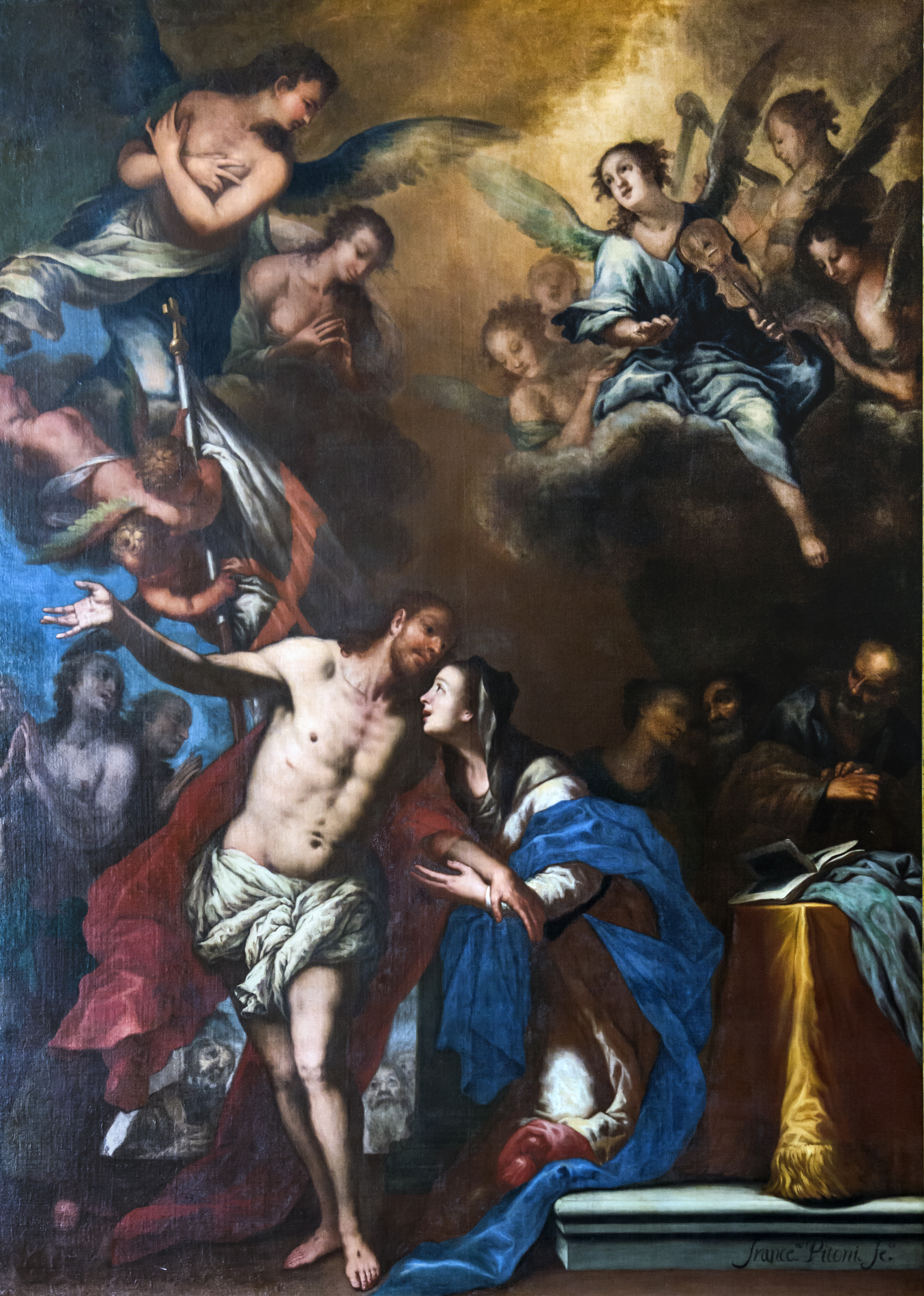
"Gesù risorto apparso a Maria" Chiesa di San Lorenzo (Vicenza)